# Niko Pelinka

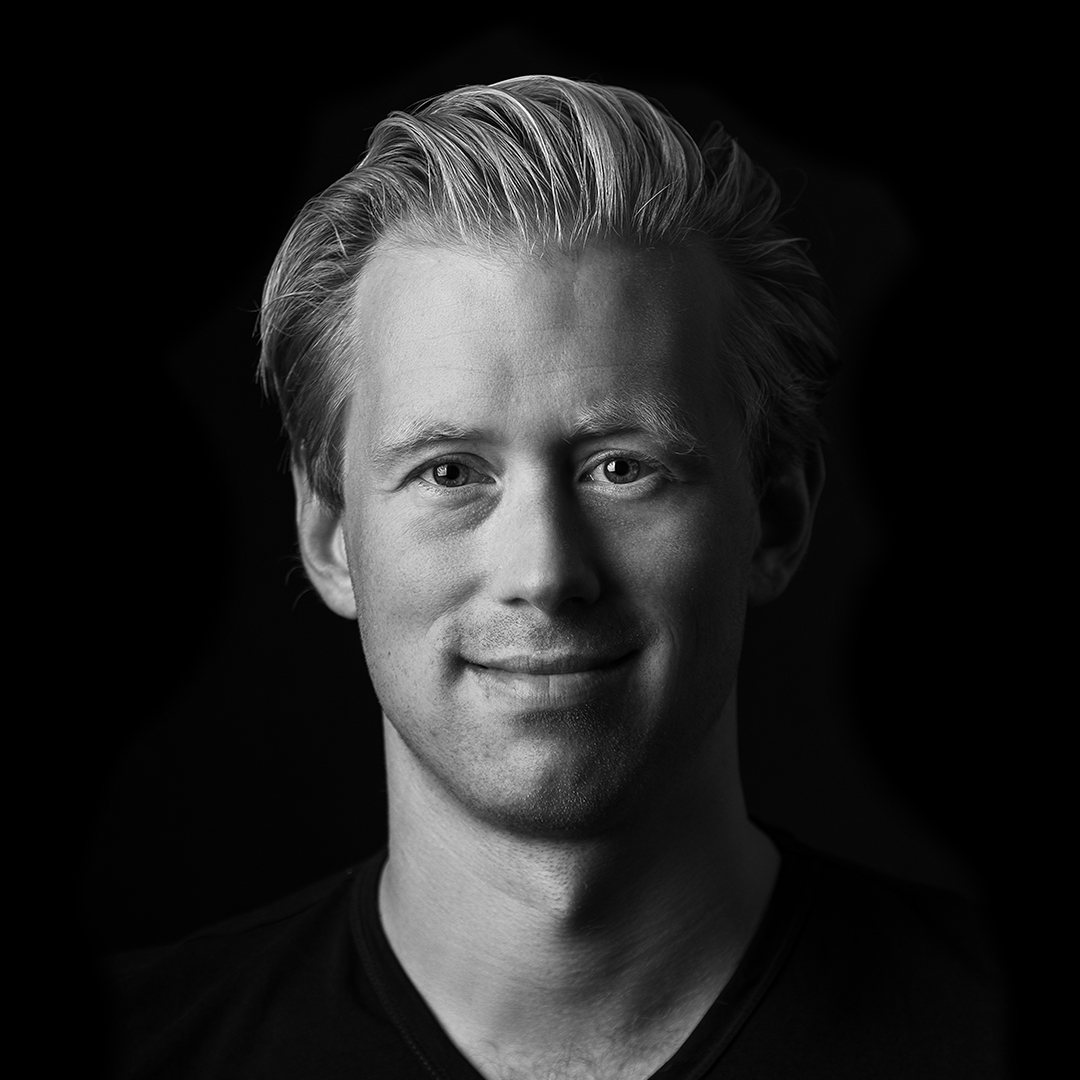
Niko Pelinka 2019

Nikolaus „Niko“ Pelinka (* 14. Oktober 1986 in Wien) ist ein österreichischer Agentur-Manager, Unternehmer und ehemaliger PR-Mann, Lobbyist und Medienfunktionär. 
Von April 2010 bis Dezember 2011 war er Mitglied des ORF-Stiftungsrates und Sprecher (Leiter) des dortigen SPÖ-„Freundeskreises“. Seit März 2012 ist Pelinka zweiter Geschäftsführer der in Wien ansässigen Medien-Holding KTHE I Team Farner Group.

## Leben
Niko Pelinka ist Sohn des Journalisten Peter Pelinka und Neffe des Politikwissenschaftlers Anton Pelinka. Er wuchs in Wien-Josefstadt auf und trat als Schüler der SPÖ bei. Nach der Matura und der Ableistung seines Zivildienstes war er unter anderem als Vize-Chefredakteur des Online-Jugendmagazins CHiLLi.cc und innenpolitischer Volontär beim „Standard“ tätig. 2006 wurde er parlamentarischer Mitarbeiter von Andreas Schieder, 2007 Pressesprecher von Unterrichtsministerin Claudia Schmied. 2007/08 absolvierte er berufsbegleitend den Universitätslehrgang Politische Kommunikation an der Universität für Weiterbildung Krems. 
Von 2010 bis Ende 2011 war er, von Christian Kern berufen, als Lobbyist und Mitarbeiter der Abteilung Public Affairs für die ÖBB tätig. Im April 2010 wurde er ORF-Stiftungsrat und ersetzte zugleich Karl Krammer als Leiter des sogenannten SPÖ-„Freundeskreises“ (der größten „Fraktion“ im Stiftungsrat).
Pelinka kandidierte bei mehreren Wahlen (Wiener Landtagswahl 2005, Nationalratswahl 2006, Nationalratswahl 2008, Wiener Landtagswahl 2010) an unwählbarer Stelle.
Im Dezember 2011 wurde die Absicht des ORF-Generaldirektor Alexander Wrabetz bekannt, Pelinka zum 1. Jänner 2012 als seinen neuen Büroleiter zu bestellen. Pelinka legte daher mit Ende 2011 die Freundeskreisleitung und sein Stiftungsratsmandat zurück. Die geplante Bestellung wurde von ÖVP, FPÖ, den Grünen und den ORF-Redakteuren heftig kritisiert. Sie sahen die politische Unabhängigkeit und das Ansehen des ORF gefährdet. Die Redakteure wehrten sich mit einer internen Petition gegen die Bestellung Pelinkas. Außerdem forderten sie ihn in einem offenen Brief auf, seine Bewerbung zurückzuziehen. Dieser Aufforderung kam Pelinka am 19. Jänner nach. 
Mit seinem Rückzug wolle er „weitere untergriffige Angriffe gegen mich, meine Familie und mein persönliches Umfeld vermeiden“. Er könne weder sich selbst noch dem ORF eine „wochenlange Weiterführung dieses unwürdigen Theaters zumuten“.
Seit März 2012 ist Pelinka zweiter Geschäftsführer der Wiener Werbe- und PR-Holding KTHE I Team Farner Group die auch Beteiligungen an den Medienfirmen Diego5 und R9 hält. Pelinka ist außerdem Mitgründer der Cafe-Marke Bieder & Maier, der Digitalisierungskonferenz Darwin’s Circle. Zusammen mit Eveline Steinberger-Kern initiierte er 2015 den Innovation Club.
Pelinka absolviert bis 2016 das berufsbegleitende Executive MBA Programm der Hult International Business School in London.

## Rezeption
In der ORF-Satiresendung Wir Staatskünstler wurde Pelinkas angeblich großer Einfluss auf die Inhalte des ORF parodiert. Pelinka wurde dabei von Nicholas Ofczarek verkörpert.
Im Jänner 2012 veröffentlichte Elfriede Jelinek den Text Der kleine Niko, in dem sie scharfe Kritik an der Bestellung Pelinkas zum Büroleiter des ORF-Generaldirektors sowie am „Karrieremodell der SPÖ“ übte und das Ende der Sozialdemokratie gekommen sah.